# 三重県道776号久居停車場津線
三重県道776号久居停車場津線（みえけんどう776ごう ひさいていしゃじょうつせん）は、三重県津市内を通る一般県道である。

## 概要
津市久居地域の中心街を貫く幹線道路である。かつて存在した中勢鉄道に沿っている。久居方面と国道23号を結ぶため、朝、夕は渋滞する。
1991年（平成3年）3月31日までは三重県道15号久居美杉線の一部とともに国道165号の一部だった。

### 路線データ
- 起点：津市久居新町（新町交差点）
- 終点：津市大倉（大倉交差点）
- 総延長：4,325m

## 路線状況
久居持川町から、久居駅前までは国道165号と交差のため、バイパスがある。中勢鉄道の廃線跡と並行して走る。

### 重複区間
なし

### 利用状況
平日12時間交通量
津市半田 13,363台

## 地理

### 通過する自治体
- 三重県津市

### 接続する道路
- 三重県道24号松阪久居線・三重県道114号上浜高茶屋久居線：起点
- 国道165号：久居新町（野村高架交差点）
- 国道23号（中勢バイパス）：久居相川町
- 三重県道525号阿漕停車場線・国道23号：終点

### 沿線
- 三十三銀行 久居駅前支店
- ポルタひさい
- 津市立成美小学校
- 近鉄名古屋線
  - 久居駅
  - 南が丘駅
- 久居新町郵便局
- 三重県営新町団地
- 三重県運転免許センター
- 二重池
- 岩田池
- JR紀勢本線 阿漕駅

## 参考資料
- 『県別マップル24 三重県道路地図』（昭文社、2009年3版1刷発行、ISBN 978-4-398-62474-1、2,3ページ）